# Bavianer
Bavianer er en dyregruppe, der indeholder 3 slægter og 8 arter. Gruppen udgør ikke en systematisk enhed, men har visse fællestræk. Bavianerne hører under østaberne.

## Klassifikation
- Bavianer
  - Slægt Savannebavianer Papio
    - Art Kappebavian Papio hamadryas
    - Art Anubisbavian Papio anubis
    - Art Guineabavian Papio papio
    - Art Gul bavian Papio cynocephalus
    - Art Chacmabavian Papio ursinus

  - Slægt Skovbavianer Mandrillus
    - Art Mandril Mandrillus sphinx
    - Art Dril Mandrillus leucophaeus

  - Slægt Geladabavianer Theropithecus
    - Art Geladabavian Theropithecus gelada